# Бертранд Траоре
Бертран Исидор Траоре (на френски: Bertrand Traoré; роден 6 септември 1995 г.) е футболист от Буркина Фасо, който играе за Аякс като полузащитник и нападател.
След като започва кариерата в Оксер, продължава развитието си в Челси, прекарва и година и половина под наем в холандския Витес.
Национал на Буркина Фасо още от 15-годишна възраст, като участва в турнира за Купата на африканските нации.

## Клубна кариера

### Челси
През август 2010 г., Траоре се присъединява към академията на Челси от френския Оксер, отказвайки оферта от Манчестър Юнайтед.
На 31 октомври 2013 г., той подписва официално договор за 4.5 години със сините.

#### Витес
На 2 януари 2014 г., Траоре преминава под наем в холандския Витес. На 26 януари прави дебюта си за клуба като смяна на мястото на друг играч под наем от Челси – Лукас Пиазон. На 29 март, той отбелязва и първото си попадение за клуба срещу Хееренвен, като му асистира отново играч на Челси пратен под наем във Витес – Кристиан Атсу. На 6 април, Траоре отбелязва втория си гол в първенството, при равенството 1 – 1 с Аякс. На 12 април, открива резултата срещу Камбуур, но Витес губи с 4 – 3.
На 7 юли 2014 г. е потвърдено, че играчът ще остане под наем в отбора и за следващия сезон. На 18 октомври, отново открива сметката си в Ередивизе срещу Вилем II. Докато през първия си престой играе като дясно крило, през декември, Траоре е преместен на нова позиция, а именно като централен нападател. До края на сезона бележи много важни голове за Витес, включително при победата с 4 – 0 над Аякс за купата на страната.

#### Завръщане в Челси
На 22 юни 2015 г., Траоре получава разрешително за работа и е готов да играе за Челси през новия сезон. Получава фланелката с №14 носен преди това от Андре Шурле. На 16 септември, Бертранд прави дебюта си за Челси в Шампионска лига срещу Макаби Тел-Авив като смяна на мястото на Рубен-Лофтъс Чийк. Дебютът му в Премиър Лийг идва на 5 декември при загубата с 0 – 1 от Борнемут.
На 31 януари 2016 г., отбелязва и първия си гол за тима, при победата с 5 – 1 над МК Донс за ФА къп, 5 минути след като влиза на терена на мястото на Диего Коста. Две седмици по-късно, отново заменя Коста и отбелязва първия си гол във Висшата лига в мача срещу Нюкасъл завършил със същия резултат. На 21 февруари, Траоре продължава доброто си представяне под ръководството на временния мениджър на сините Гуус Хидинк, след като оформя крайното 5 – 1 срещу Манчестър Сити за ФА къп.